# Abraham Olivier Samson
Abraham Olivier Samson (אברהם סמסון) (f. København) er leder af "Drug Discovery Lab" og professor ved det medicinske fakultet, Bar Ilan Universitet..
Han fokuserer på udviklingen af bioinformatik og lægemiddelopdagelse. Samson fik sin bachelorgrad i medicinsk kemi ved Bar-Ilan Universitet, sin kandidatgrad og doktorgrad i molekylærbiologi ved Weizmann-instituttet. Han har modtaget udmærkelser for sine arbejder og har udgivet over 60 videnskabelige artikler samt flere bøger, og bogkapitler. Samson sluttede sig til Det Medicinske Fakultet i 2011 som en af de grundlæggende forskere, efter at have tilbragt sit postdoktorat ved Stanford University School of Medicine, under ledelse af Nobelprismodtageren, Prof. Michael Levitt.. Han har været præsident af Hazvi Israel synagogen.
Samson taler flydende Dansk, Engelsk, Fransk, Spansk, og Hebraisk.
Han er et oldebarn af Abraham Samson.